# Michael P. Anderson
För filmregissören, se Michael Anderson (regissör). För andra personer med liknande namn, se Michael Andersson.
Michael Philip Anderson, född 25 december 1959 i Plattsburgh, New York, död 1 februari 2003 ovanför Texas, var en amerikansk astronaut uttagen i astronautgrupp 15 den 9 december 1994. Han deltog i rymdfärjan Columbias sista uppdrag, STS-107, 16 januari-1 februari 2003, under vilket alla sju astronauterna ombord förolyckades under återinträdet i jordens atmosfär.

## Eftermäle
2004 tilldelades han Congressional Space Medal of Honor.
2006 namngavs månkratern M. Anderson efter honom, kratern är belägen i Apollokratern på månens baksida.
Även asteroiden 51824 Mikeanderson är uppkallad efter honom.

## Familjeliv
Han hade fru och barn. 

## Rymdfärder
- STS-89
- STS-107